# Lypusa tokari
Lypusa tokari is een vlinder uit de familie zaksikkelmotten (Lypusidae). De wetenschappelijke naam is voor het eerst geldig gepubliceerd in 2008 door Elsner, Liska & Petru.
De soort komt voor in Europa.